# Elymus villifer
Elymus villifer är en gräsart som beskrevs av Chao Pin Wang och Hsi Lin g Yang. Elymus villifer ingår i släktet elmar, och familjen gräs. Inga underarter finns listade i Catalogue of Life.